# Museo de Arqueología de Álava
El Museo de Arqueología de Álava es un museo público dedicado a la conservación, catalogación, exhibición y difusión del patrimonio arqueológico alavés. El museo, fundado en 1975 en Vitoria por la Diputación Foral de Álava, está designado depósito oficial de materiales arqueológicos por el Gobierno Vasco. Desde 2009 forma parte del complejo museístico BiBat junto con el Museo Fournier de Naipes.

## Orígenes e historia
Los antecedentes del Museo de Arqueología de Álava se remontan al siglo XVIII y a los fondos reunidos en las colecciones particulares de diversos eruditos locales, algunos de los cuales fueron miembros destacados de la Real Sociedad Bascongada de Amigos del País, como Lorenzo Prestamero o Joaquín José Landázuri.
Durante el siglo XIX, Federico Baráibar reúne materiales provenientes de diversos yacimientos para fundar a comienzos del siglo XX lo que denomina Museo Incipiente, ubicado en el antiguo Instituto Ramiro de Maeztu de Vitoria (actual sede del Parlamento Vasco).
Más tarde, durante las primeras décadas del siglo XX, se van depositando en la Escuela de Artes y Oficios de Vitoria los materiales procedentes de las excavaciones llevadas a cabo por los arqueólogos Jose Miguel de Barandiarán y Enrique Eguren.
Tras la Guerra Civil, a petición de la Diputación Foral de Álava, el arqueólogo Domingo Fernández Medrano agrupa en el Palacio Agustín los diversos fondos dispersos por la provincia, reuniéndolos en la conocida como Casa de Álava.
En 1965, debido al aumento de las excavaciones y al creciente volumen de los materiales recogidos, se trasladan los fondos a la Casa Armera de los Gobeo-Guevara (actualmente conocida como Palacio Gobeo-Landázuri-Guevara), un edificio de finales del siglo XVI ubicado en el centro histórico de Vitoria, en las proximidades de la Catedral de Santa María. Allí comparten espacio durante una década con diversas colecciones de armas, uniformes y otros objetos bélicos procedentes también de colecciones particulares.
Finalmente, en 1975 se funda el Museo de Arqueología, cuyos fondos permanecen en la Casa Gobeo-Guevara. Las colecciones de armas y objetos bélicos se trasladan a unas dependencias anexas del Palacio de Ajuria Enea, que había sido adquirido por la Diputación para convertirlo en museo de arte vasco, dando lugar al Museo de Armería de Álava.

## Sede
A comienzos del siglo XXI, debido a la falta de espacio, se plantea la construcción de una nueva sede contigua al Palacio Bendaña, ubicado también en el centro histórico de la ciudad y que ya albergaba desde 1994 el Museo Fournier de Naipes. El diseño de la nueva sede se encarga al arquitecto navarro Francisco Mangado, cuyo proyecto concibe el museo como un cofre de bronce y vidrio en cuyo interior se guarda y se conserva el pasado de Álava.
Las obras de construcción se adjudican en diciembre de 2003 y el museo se inaugura el 26 de marzo de 2009, con un retraso de tres años sobre lo previsto debido a diversas incidencias (entre ellas, el robo de 22 toneladas de planchas de bronce destinadas a la fachada del edificio) y con un coste de 10,7 millones de euros frente a los 6,1 presupuestados inicialmente.
Una vez finalizada la nueva sede, el complejo formado por ambos museos, Naipes y Arqueología, recibe el nombre de BiBat (del euskera: bi, dos y bat, uno): dos museos, dos colecciones, un patrimonio.
En septiembre de 2009, el edificio resulta ganador en la XIV Edición de los Premios Europeos Cobre en la Arquitectura, organizados por el Instituto Europeo del Cobre (ECI), que reconocen y premian el uso del cobre en todas sus formas en la arquitectura.

## Colecciones y fondos

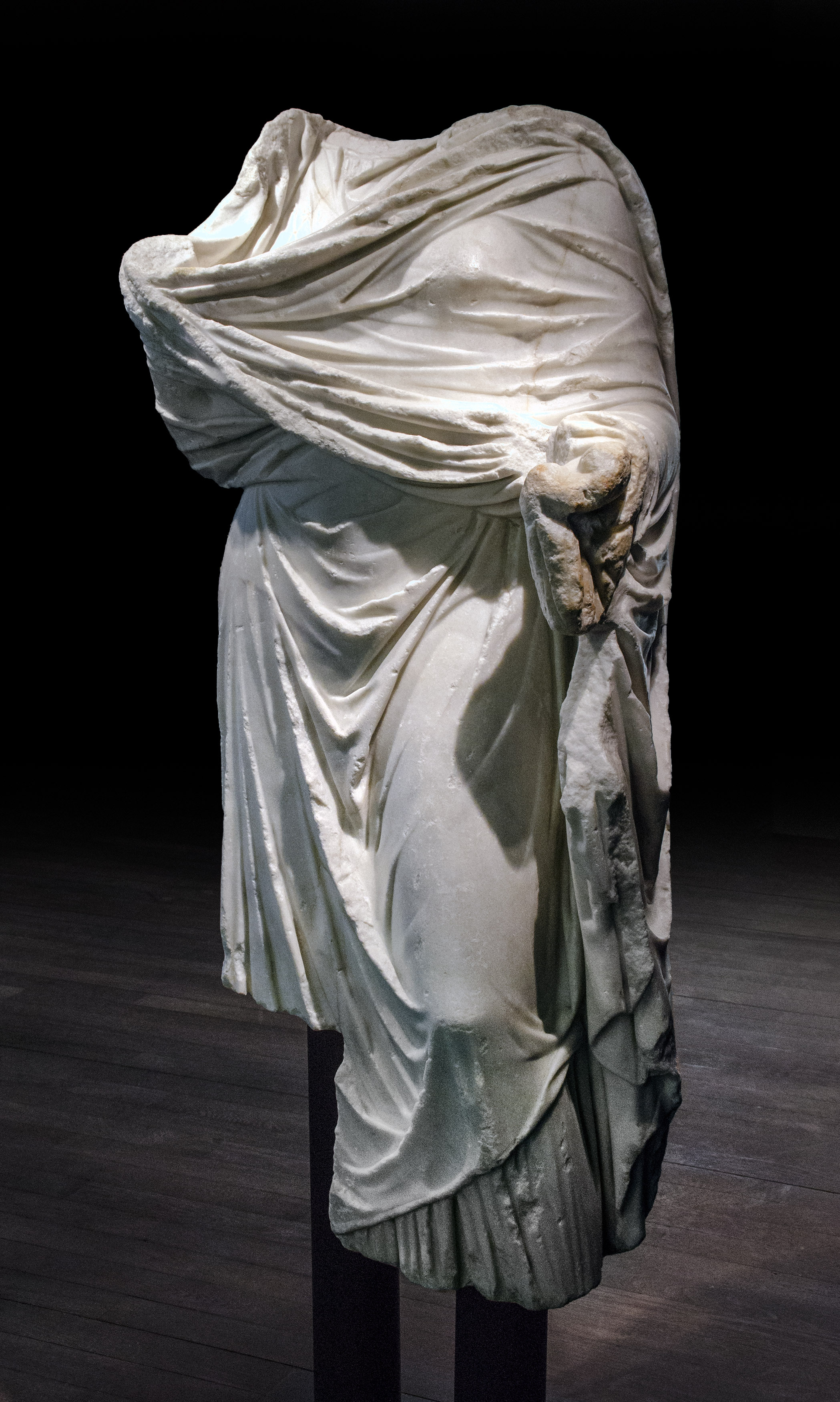
La Dama de Iruña

La planta baja del edificio acoge un auditorio y las exposiciones temporales. Las colecciones permanentes del Museo se exponen en las tres plantas superiores, organizadas cronológicamente a modo de estratos arqueológicos, y muestran unas 1500 piezas que comprenden desde la Prehistoria hasta la Edad Media.
La primera planta acoge la prehistoria, desde los orígenes hasta la aparición de los primeros metales. Incluye materiales del Paleolítico, el Mesolítico, el Neolítico, el Calcolítico y la Edad del Bronce. La segunda planta está dedicada a la Edad del Hierro, y la planta superior al periodo comprendido desde el mundo romano hasta la Edad Media.
Una de las piezas destacadas de la colección permanente es la conocida como Dama de Iruña, una escultura de mármol blanco proveniente del yacimiento romano de Iruña-Veleia hallada por un labrador en 1845. La escultura, que carece de cabeza y manos, es una figura femenina que se cree que podría representar a Ceres, la diosa romana de la agricultura y de las cosechas.

## Depósito de materiales
Desde la aprobación en 1990 de la Ley de Patrimonio Cultural Vasco de 1990, el Museo de Arqueología de Álava es el centro oficial de depósito de materiales arqueológicos en el Territorio Histórico de Álava. Debido a ello, además de los materiales expuestos custodia y conserva en sus almacenes cerca de 10.000 cajas con objetos encontrados en las diversas excavaciones y prospecciones que se llevan a cabo en la provincia.